# Арени (пещера)

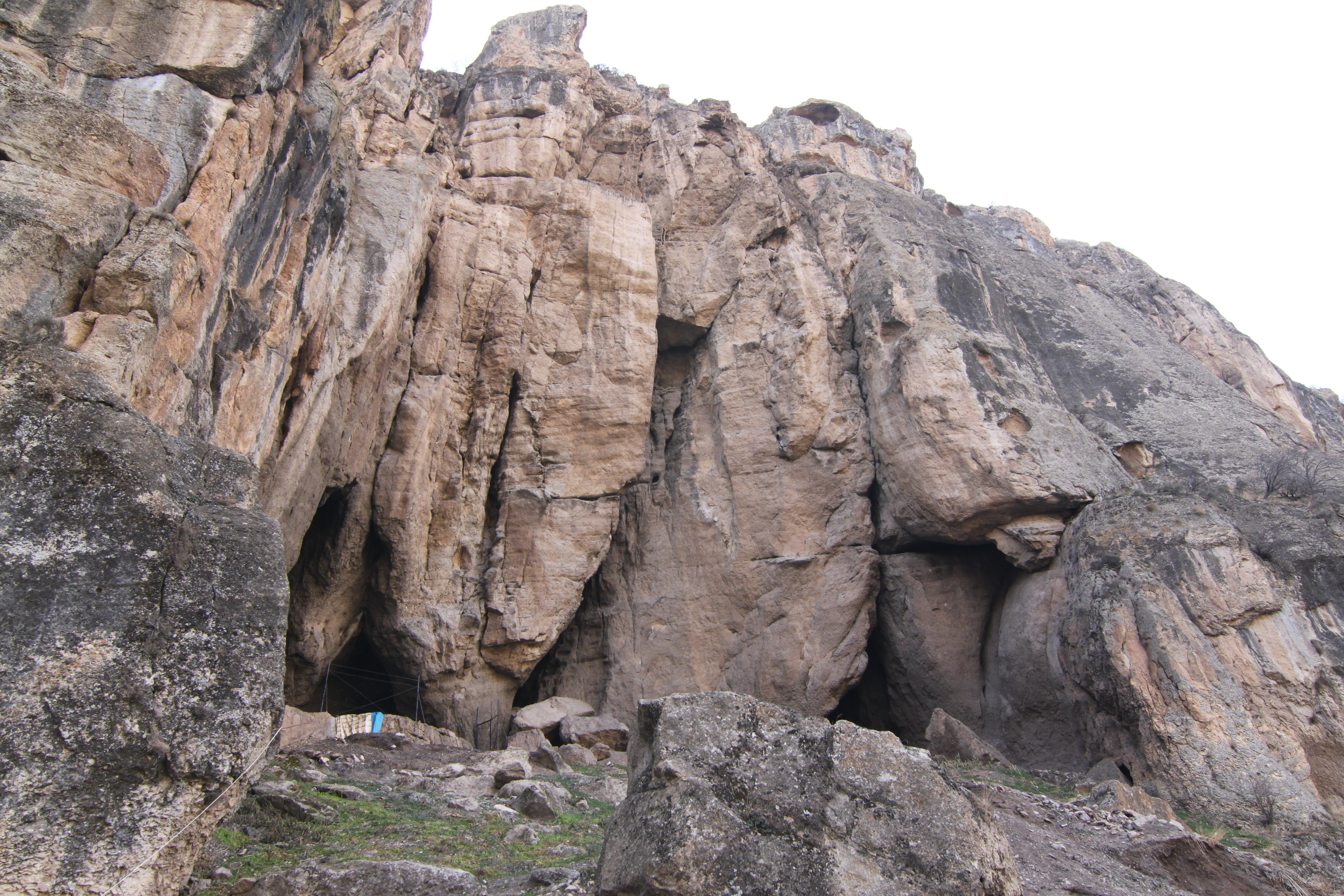
Вход в пещеру Арени

Пещера Арени (арм. Արենի-1 կամ Թռչունների քարանձավ) — комплекс пещер, находящихся близ села Арени в Вайоцдзорской области на юге Армении. В пещере, расположенной на высоте около 1080 м над уровнем моря, исследователями было обнаружено несколько культурных слоев, включая комплекс эпохи медно-каменного века (энеолита) с глинобитными строениями, датируемый 4200—3500 годами до нашей эры. Самый ранний культурный слой относится к VI—V тыс. до н. э., а самый поздний — к XII—XIV векам.

## Расположение и структура пещеры
Карстовая пещера Арени, известная также как Птичья пещера (арм. Թռչունների քարանձավ), находится на юго-востоке Армении в Вайоцдзорской области, в 12 км от города Ехегнадзора. Возникла состоящая из трёх залов пещера в известняковых скальных образованиях долины реки Арпы. Вход в пещеру представляет собой узкую расщелину в скалистых известняковых образованиях левого берега реки Арпа. Напротив пещеры — каменный утёс, который закрывает горизонт. Абсолютная высота пещеры — около 1080 метров над уровнем моря, подъём к пещере от шоссе по крутому склону составляет 30—35 м. Площадь пещеры составляет, по разным данным, от 400 до более чем 600 м², от неё отходят в стороны несколько отсеков или галерей. Внутри памятника сверху нависают покрытые чёрным налётом своды. В пещере имеется множество коридоров и переходов, которые частично были заложены ещё в древности.

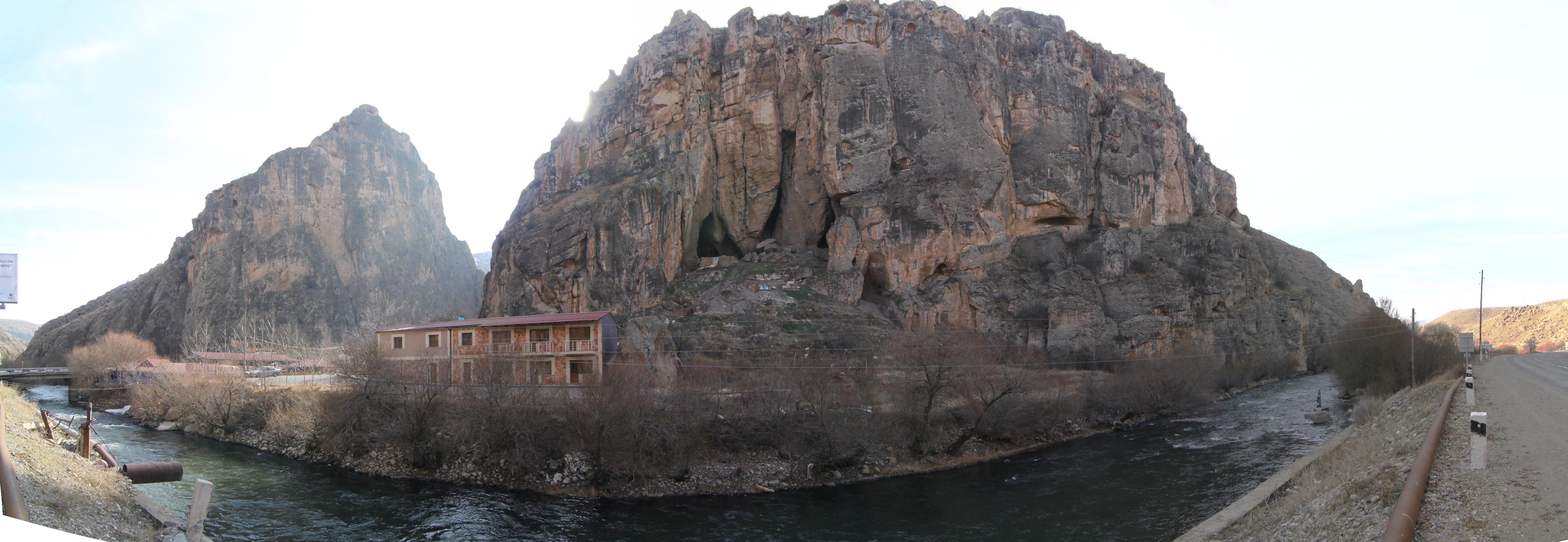
Вид на пещеру с противоположного берега реки Арпа

## История
В древние времена пещера являлась значительным поселением гавара Вайоц Дзор Сюникского ашхара Великой Армении. Историк V века Егише упоминал Арени под именем Арпанял, Арпунял, (Арбанял). Поселение являлось дорожным военным пунктом и узлом, перекрывающим ущелье, которое соединяло равнину Шарур с Вайоц Дзором. Оно имело торговые связи с различными территориями по всему Ближнему Востоку, свидетельством этого является найденная в пещере керамика четырёх типов, и только один из них считается посудой местного производства. На близлежащих от пещеры возвышенностях (ущелье Амагу) в древние времена находились крепость и замок, развалины которых сохранились до наших дней.
Пещера была открыта научным сотрудником института археологии и этнографии НАН РА археологом Борисом Гаспаряном, в ней было много птичьих гнёзд, благодаря чему за пещерой закрепилось альтернативное название — Птичья. Неподалёку находится ресторан, который за счёт пещеры решили расширить, устроив в ней новый зал. Однако вскоре после начала расширения хозяин ресторана умер. Местные жители говорят, что духам пещеры устроенные для расширения взрывы не понравились и они унесли душу неосторожного строителя с собой в глубь горы. Начиная с 2007 года пещера исследуется более чем 12 археологическими институтами из 9 стран мира.

## Раскопки

раскопки в пещере Арени-1

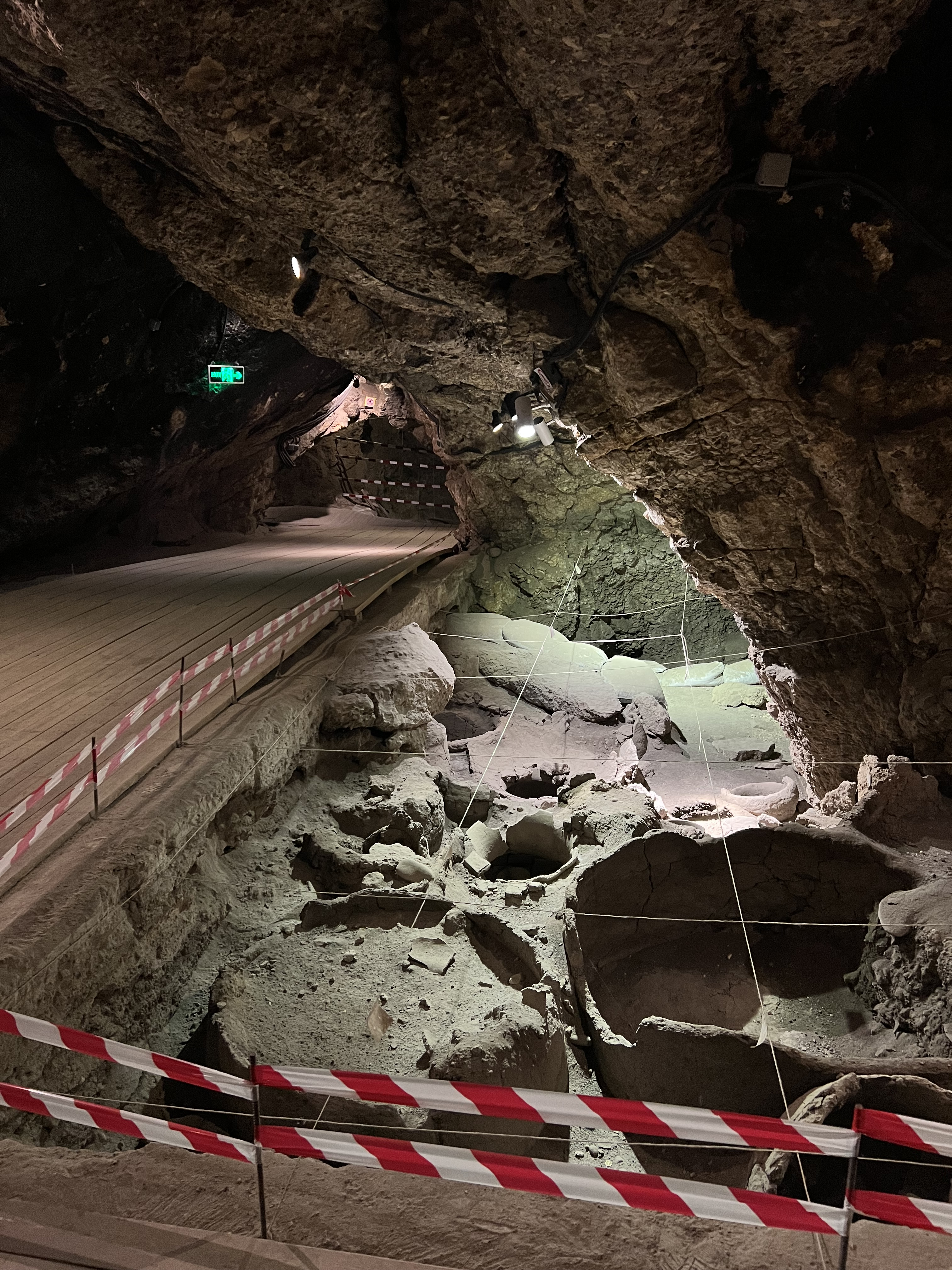

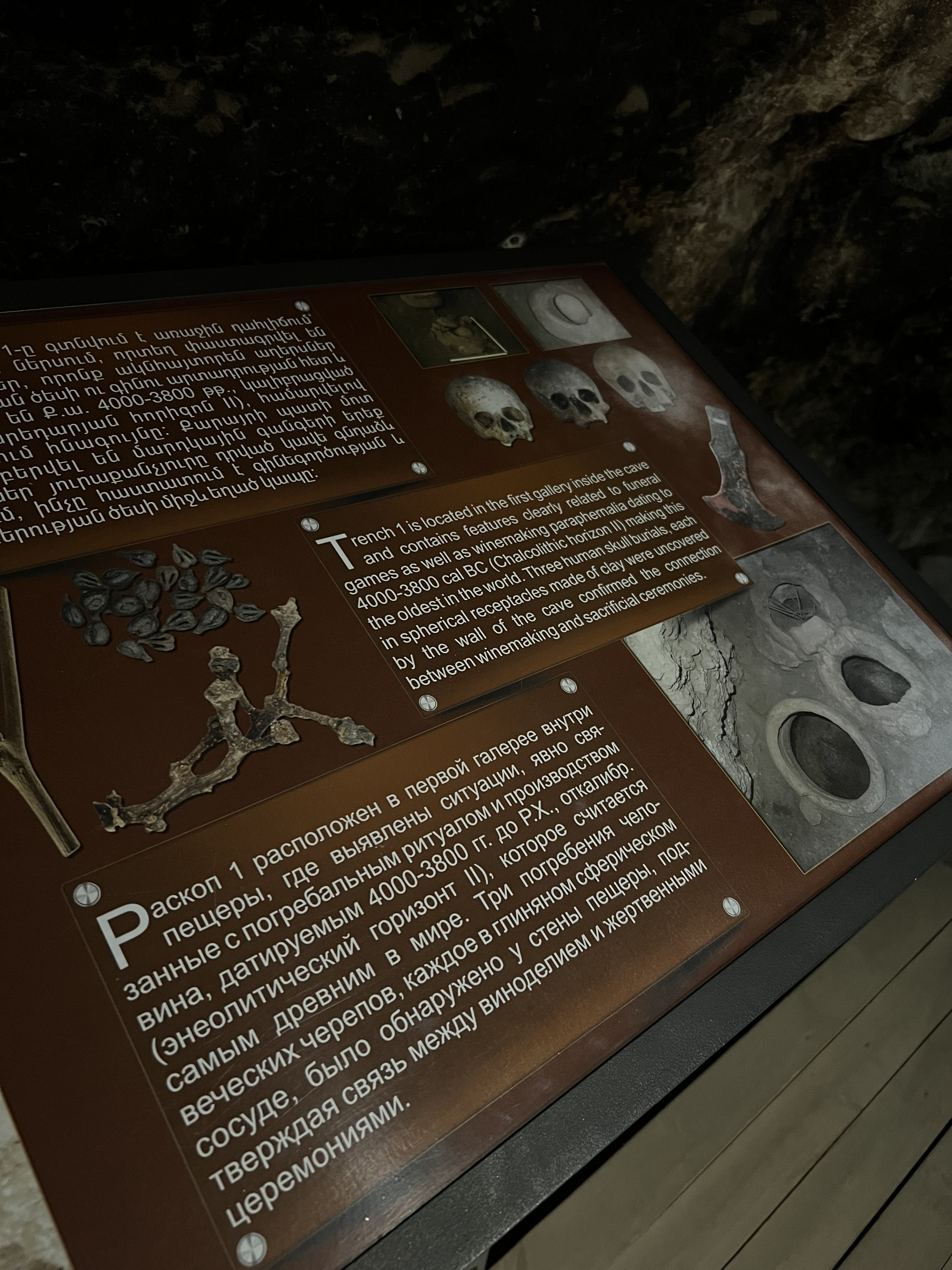

Археологические работы в пещере ведутся с 2007 года, экспедицию возглавляют Борис Гаспарян (Армения), Григор Арешян (США) и Рон Пинхаси (Ирландия). В раскопках принимают участия учёные из Института археологии и этнографии Армянской АН, Калифорнийского института имени Ллойда Котсена, Коркского университетского колледжа Ирландии, Университета штата Коннектикут (UConn, США), а также университетов Хайфы и Тель Авива (Израиль). В результате предварительной разведки удалось установить, что пещера имеет не менее 5-6 слоёв энеолитической эпохи, глубиной более четырёх метров (радиоуглеродные даты колеблются в пределах 4300-3500 гг. до н. э.). У входа в пещеру на площади 85 м² в ходе раскопок было обнаружены останки жилищ, вымощенные двориком и глинобитными структурами. В задней части пещеры на площади 40 м² было открыто складское помещение со вкопанными в отложения сосудами для хранения пищевых запасов и круглыми глиняными структурами производственного назначения.
Керамика обнаруженная археологами схожа с посудой первой фазы куро-аракской культуры схожей с артефактами найденными при раскопках других памятников Армении как Талин и Элар. Технико-типологические различия керамики этих двух, разных в хронологическом отношении слоев предполагает возможность наличия двух ранней (4000-3700 гг. до н. э.) и поздней (3600-3500 гг. до н. э.) фаз в позднем энеолите Южного Кавказа. Нахождение керамики по технико-технологическим особенностям повторяющей энеолитическую посуду, а по формам близкой к образцам керамики куро-аракской культуры в раскопанных слоях (при этом в первом горизонте количество подобных образцов возрастает), говорит о зарождении керамики куро-аракской культуры из энеолитической. Находки, сделанные в пещере, свидетельствуют о зарождении цивилизации на территории современной Армении на 800 лет раньше, чем считалось ранее, то есть примерно в то же время, что и на территориях Южного Ирана. Благодаря этим же раскопкам удалось установить, что Майкопская культура, и культура Кура-Аракс появились и распространились на 1000 лет раньше, чем до этого считали в ученых кругах..

### Энеолитический слой 1
1-й слой принадлежащий эпохе энеолита раскопан был у входа в пещеру, представлял собой два жилых строения неопределённой формы. В результате кропотливой работы были обнаружены каменные стены одного из строений, а также глинобитный пол, датировался 3500 гг. до н. э. Из других находок первого слоя выделяются керамические находки: толстостенной песочно-соломенной посуды (жаровни, сосуды для хранения, варочные котлы) и тонкостенной кухонной и парадной песочно-соломенной и соломенной посудой (стаканы, миски, горшочки и др.) Обнаруженная в первом слое керамика является классическим образцом керамики куро-аракской культуры.

#### Структура керамики первого слоя
Керамический материал слоя фрагментарен, представлен профилирующими черепками и отдельными частями (венчиками, горловинами, ручками) высококачественной парадной посуды.
Керамика представляет собой шаровидные и вытянутые яйцеобразные крупные сосуды лишённые горловины, грушевидные сосуды с закруглённым основанием и сужающейся или, наоборот, расширяющейся горлышком. Днища крупных сосудов, или карасов, плоские с плавным переходом к придону (хотя иногда встречены и грубые, выделенные днища). Горшки найденные в первом слое представлены разнообразными формами: баночной, конической, биконической, в основном лишены горловины и имеют резко отогнутый наружу и заострённый к концу венчик. Среди находок слоя также имеется один почти целый горшок, черепок которого изготовлен из просеянной, хорошо отмученной глины с небольшим добавлением мелкозернистого песка или совершенно без примесей. Большинство сосудов имеет чернолощеную (часто с серебристым отблеском), серолощеную и светло-коричеволощеную поверхность с подкладкой другого цвета.
Миски и чаши имеют колоколовидную форму с расходящимися стенками, лишёнными венчика, переход от днища к придонной части плавный. Жаровни — округлой или овальной формы, их стенки ровны и невысоки со сквозными отверстиями у закраины борта.
Найдены были также фрагмент плоского светильника с ручкой и округлый сосудик диаметром 5.4 см и высотой 5.7 см со сливом. Подобные «чайники» известны из Тепе Гисар III, тепе Гавра и Арслан тепе, а отдельные части найдены и в Лайлатепе и Беюк Кесик.

### Энеолитический слой 2
2-й слой согласно радиоуглеродной экспертизы датируется 3900-3800 гг. до н.э, открыт был непосредственно под полами строений 1 -го слоя. Представлен в основном глинобитными структурами. Керамика этого слоя найденная при раскопках в основном средне- и тонкостенная.

#### Структура керамики второго слоя
Керамическая посуда найденная в этом слое в черепке имеет примеси мелкозернистого песка и мелкой органики (шерсть, солома) получившей хороший обжиг. Цвет посуды — горчичный, серовато-коричневый, коричневый, чёрный. Большая часть из обнаруженной в этом слое посуды покрыта охрой. Это в основном горшки средних размеров и крупные сосуды с шарообразным и яйцеобразным основанием, округлыми днищами, раструбной, небольшой цилиндрической или воронкообразной горловиной, лишённой венчика. Встречаются сосуды с расположенными на плечике горизонтально поставленными дугообразными или треугольными ручками. Встречаются также сосуды средних и малых размеров с шарообразным основанием, плавно или резко переходящим в невысокое горлышко без выраженного венчика. Найдены были также высококачественные миски и «бокаловидные» чаши, находящие свои аналогии с посудой других энеолитических поселений Закавказья

## Находки

#### Захоронения людей
Армянские археологи обнаружили в пещерном комплексе Арени 1 уникальную находку — захоронения прекрасно сохранившихся людей (взрослых и детей) эпохи энеолита. При раскопках было обнаружено, что дети захоронены целиком, а взрослые были расчленены. Как отметил руководитель экспедиции Борис Гаспарян: находка даёт уникальную возможность с помощью анализа ДНК определить весь генетический код ребёнка, согласно ему же определение генетического кода имеет огромное значение, так как даст много новых и уникальных сведений о генетической эволюции человека
В задней части пещеры было открыто складское помещение со вкопанными в отложения сосудами для хранения пищевых запасов и круглыми глиняными сосудами производственного назначения, а также совершенные в них погребения черепов. Благодаря проведённым исследованиям удалось узнать, что черепа принадлежат трём девочкам 13-14 лет, а возраст их составляет более 5,9-6,2 тысяч лет.
В результате анатомического анализа, проведённого тремя разными антропологами, было установлено, что две девочки были убиты дубинками, вероятно, в ходе ритуальной церемонии А в третьем учёные и обнаружили остатки высохшего, но хорошо сохранившегося мозга, на поверхности которого сохранились кровеносные сосуды. Согласно учёным, находка является самой древней из когда-либо найденных останков первобытного человека

##### Обувь
В ходе раскопок проводимых в пещере Арени Дианой Зардарян была обнаружена древняя обувь, находившаяся вместе с козьими рогами в аккуратно обработанной яме глубиной 45 см и диаметром 44-48 см. Обувь идеально сохранилась во многом благодаря особому микроклимату пещеры (прохладному и сухому) и нахождению под толстым слоем экскрементов овец

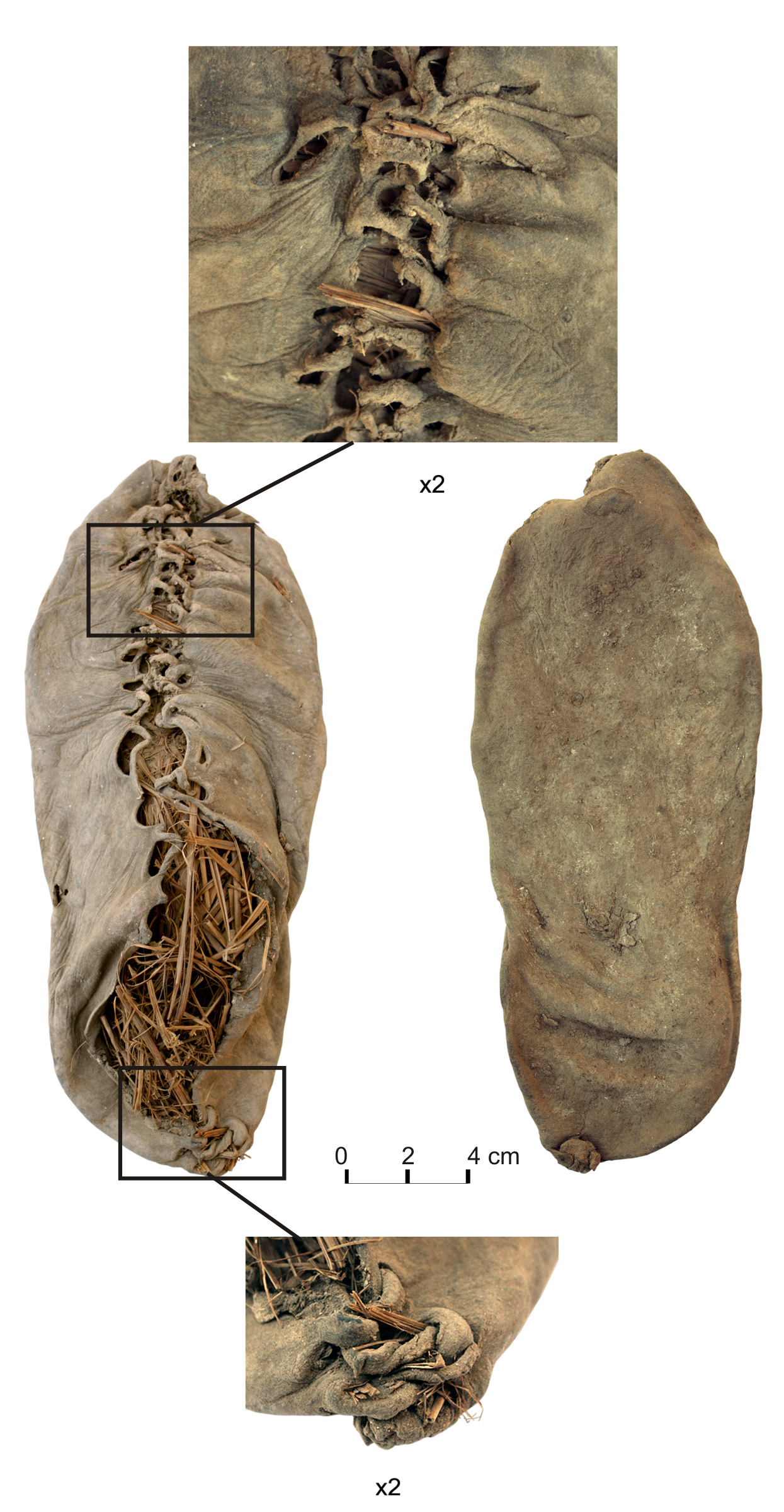
самая древняя в мире кожаная обувь

, действовавшим как твёрдая печать. Согласно учёным, обувь соответствовала 37-му размеру. Обувь для поддержания формы или хранения была наполнена соломой и травой, длина находки составляет 24,5, а ширина 7,6-10 см. Судя по форме, её носили на правой ноге, сделана она была из одного цельного куска кожи. На ней сохранились шнурки и отверстия под них диаметром 2-3 мм, об этом Диана Зардарян заявила в интервью одному из крупнейших новостных агентств «Рейтерc» (англ. Reuters) сказав: 
Я была поражена находкой, ведь сохранились даже шнурки
Для установления возраста артефакта образцы кожи и соломы были направлены для независимой экспертизы в институты Калифорнии и Оксфорда, в результате проведённого ими анализа было установлено что находка с точностью до 95,4 % имеет возраст в 5,5 тысяч лет и принадлежит к промежутку времени от 3627 до 3377 года до н.э. Таким образом ботинок был сделан на 400 лет раньше, чем построен Стоунхендж и почти на тысячу лет раньше пирамид Гизы в Египте
Уникальность заключается в том, что в то время как аналогичные находки древней обуви сделаны из бечёвки, обувь из пещеры Арени сделана из обработанной кожи, она отличается также от своих аналогов по технологии производства и стилю. Данная находка является самой древней в мире кожаной обувью и старейшей находкой обуви на территории Евразии, которая на несколько веков старше считавшейся до последнего времени старейшей обувью материка — ботинка «арктического путешественника» найденного в 1991 году в ледниках Австрии.
14 июня 2010 года на пресс-конференции директор института археологии и этнографии Национальной Академии Наук (НАН) Павел Аветисян заявил, что находка останется в стране, где будет выставлена в Национальном Музее Армении

#### «Юбка» и льняные ткани
В октябре 2010 года на пресс-конференции директор Института Археологии и Этнографии НАН РА Павел Аветисян рассказал об итогах прошедших летом раскопок, в ходе которых были обнаружены древнейшие предметы одежды. В их числе льняные ткани, а также «юбка» из тростника:
По всей вероятности, у нас есть один из образцов самой древней одежды, которая изготовлена из тростника. Это дает нам возможность лучше представить быт человека того времени. Такие находки – уникальное явление во всем мире, поскольку они случаются крайне редко
Благодаря микроклимату пещеры находки хорошо сохранились. На плетёнках из тростника разглядываются узоры, которые имеют много общего с современным ковровым искусством. По словам директора экспедиции Бориса Гаспаряна «сохранившиеся куски ткани дают представления о ремесленничестве в 4 тысячелетии до н. э.»
Возраст одежды точно не известен, его предстоит уточнить в лабораториях Оксфордского и Калифорнийского университетов, но несмотря на это, уже сейчас армянские специалисты сходятся в том, что предметы туалета древнее знаменитой обуви. Согласно Аветисяну, благодаря последним находкам в пещере  у ученых появился ключ в далекое прошлое

#### Другие находки
В пещере благодаря особому микроклимату также были обнаружены большие кувшины, остатки виноградной кожуры и косточек, металлические ножи, семена более 30 видов фруктов, множество зерен злаков, верёвки, одежда, солома, трава, камыш и высохший чернослив. Косточки винограда, виноградные лозы вкупе с приспособлениями для производства и хранения вина, расположенными в Арени могут свидетельствовать о том, что в этом регионе был расположен древнейший комплекс по промышленному производству вина.
Физико-химические исследования найденных остатков винограда и ям подтверждают, что мы имеем дело с самыми древними в мире винодельческими помещениями
 Среди обнаруженных в пещере сосудов, ряд покрыты цветными изображениями животных и солнца, они уникальны тем, что в эпоху энеолита на территории Армянского нагорья цветная раскраска не была распространена.
 В пещере много костей коз, овец и других животных. Среди обнаруженных металлических изделий выделяется небольшой кинжал величиной с ладонь, форма которого имеет аналогии с предметами IV тыс. до н. э. обнаруженными на Кавказе, и в частности в Армении. Самой поздней в историческом плане находкой обнаруженной в результате раскопок является обнаруженная у входа в пещеру средневековая печь, относящаяся к XII—XIV вв. Найден также клочок рукописи XIII—XIV вв. на армянском и персидском языках. Комментируя итоги раскопок в 2010 году директор института археологии и этнографии Национальной Академии Наук (НАН) Павел Аветисян заявил:
До сих пор жизнь и эволюция в Армении в эпоху энеолита являлись белыми пятнами в истории, но после официального подтверждения возраста этих находок, которые, я уверен, не сильно будут отличаться от наших предварительных подсчетов, картина резко изменится

## Палеогенетика
У обитателей пещеры Арени эпохи халколита (ок. 4 тыс. лет до н. э.) определены Y-хромосомная гаплогруппа L1a и митохондриальные гаплогруппы H, H2a1, K1a8, U4a. У образца I1632 (6186—5944 л. н.) определили Y-хромосомную гаплогруппу L1a1-M27>L-Y31961* и митохондриальную гаплогруппу K1a8c. У образца I1631 (6261—5999 л. н.) определили митохондриальную гаплогруппу K1a8c.

## Разное
- После многочисленных публикаций в СМИ о находках и ходе раскопок на знаменитую пещеру обрушилась небывалая популярность, которая чуть не стоила «жизни» предметам древнего быта. Археологической экспедиции очень мешали туристы, которые, не имея на то разрешения, входили в пещеру, даже не задумываясь над тем, что могут что-то сломать. В результате чего было принято решение о закрытии входа в пещеру после завершения раскопок.[24]
- О раскопках в пещере Арени археологи разных стран говорят во время научных конференций уже много лет. Информация о раскопках публикуется в виде статей или интервью журналами и газетами, но внимание мира к пещере возросло после того, как 9 июня 2010 года американский телеканал National Geographic подготовил специальный репортаж, посвящённый её уникальному историческому сокровищу.[25]